# Чертеж
Вижте пояснителната страница за други значения на Чертеж.
Чертежът е документ, съдържащ графичното изображение на дадено изделие и други данни, необходими както за производството (физическото възпроизвеждане) на изделието, за неговия контрол и идентификация, така и за операции със самия документ. Чертежите намират широко приложение в архитектурата и машиностроенето.
Техническите чертежи предават следната критична информация:
- Информационната табличка (основният надпис) има най-голяма концентрация на информация върху листа от техническия чертеж и обикновено се намира в долния десен ъгъл на листа. Това е вратата към разбирането на идентификацията на чертежа, мащаба и теглото на частта и включва цялата информация, която позволява на чертежа да бъде интерпретиран и архивиран. Например, последните три цифри могат да бъдат номера, присвоен на частта (001, 002, 003 и т.н.).
- Геометрия – формата на обект; представени като видове. Основата за много инженерни чертежи е ортографското представяне (проекция).
- Размери – размерът на обекта се взема предвид в приетите единици.
- Допуските са допустимите отклонения от номиналния размер за всеки размер.
- Материал – представлява формата на детайла и класа според стандарта, от който е изработен артикула.
- Повърхностно покритие – определя качеството на грапавостта на повърхността на продукта.
- Защитни покрития и процеси, необходими за направата на крайния продукт.

## Мащаб
В съответствие със стандартите проектният обект в чертежа може да бъде изпълнен в пълен размер, намален или увеличен. Съотношението на линейните размери на обекта в чертежа към действителния им размер се нарича мащаб. В България това е БДС EN ISO 5455:2000 Технически чертежи. Мащаби (ISO 5455:1979). Съгласно този стандарт при проектирането трябва да се използват следните скали:
Мащаб за намаляване 1: 2; 1: 2,5; 1:4; 1:5; 1:10; 1:15; 1:20; 1:25; 1:40; 1:50; 1:75; 1: 100; 1:200; 1:400; 1:500; 1:800; 1:1000
Естествена стойност 1:1
Мащаб за увеличение 2:1; 2,5:1; 4:1; 5:1; 10:1; 20:1; 40:1; 50:1; 100:1.
При проектирането на генерални планове за големи обекти е позволено да се използва мащаб 1:2000; 1:5000; 1:10000; 1:20 000; 1:25 000; 1:50 000.

## Класификация на чертежите
По индустрия: технически чертежи, строителни чертежи.
От своя страна техническите и строителните чертежи могат да бъдат разделени според предназначението.
Технически: монтажен чертеж, чертеж с размери, монтажен чертеж, чертеж на опаковката и др.
Строителство: архитектурни решения, генерален план, хладилна техника, интериор и др.
По метода на проектиране: първо изграждане на 3D, след това чертежи и обратно.
По медии: цифрови, хартиени

## Видове линии
В чертежите обикновено се използват девет вида линии, чиято цел е максимална изразителност:
| Означение | Линия | Наименование                                                                                         | Приложения |
| --------- | ----- | --- | --- |
| A         |       | Дебела непрекъсната линия                                                                            | - Видими контури - Видими ръбове                                                                                      |
| B         |       | Тънка непрекъсната линия                                                                             | - Размерни линии - Спомагателни размерни линии - Показни линии - Щриховки - Къси оси                                  |
| C         |       | Тънка непрекъсната вълнообразна линия                                                                | - Граници на изображения (изгледи, разрези, сечения, изнесени елементи) частични или непълни, ако тези граници са оси |
| D         |       | Тънка непрекъсната линия с чупка                                                                     | Същите като C, но се използва при компютърния CAD софтуер.                                                            |
| E         |       | Дебела прекъсната линия                                                                              | - Невидими контури - Невидими ръбове                                                                                  |
| F         |       | Тънка прекъсната линия                                                                               | Същите като Е |
| G         |       | Тънка прекъсвана с точки линия                                                                       | - Проекции на оси на симетрия - Проекции на равнини на симетрия - Траектории                                          |
| H         |       | Тънка прекъсвана с точки линия, комбинирана в краищата и при смяна на посоката с къси дебели отсечки | - Проекции на секущи равнини                                                                                          |
| J         |       | Дебела прекъсвана с точка линия                                                                      | - Означаване на линии и повърхнини със специфични изисквания                                                          |
| K         |       | Тънка прекъсвана с две точки линия                                                                   | - Контури на подвижни обекти в крайни и междинни положения                                                            |

## Чертожен лист
Чертежите се изработват върху листове със стандартни размери, наречени хартиени формати. Основните формати, използвани в чертежите, са A0, A1, A2, A3 и A4.
| Формат | Размери (mm) |
| ------ | ------------ |
| А0     | 1189x841     |
| A1     | 594x841      |
| A2     | 594x420      |
| A3     | 297x420      |
| A4     | 297x210      |

Всеки чертеж се състои от две части – гранична ивица и чертожно поле. Граничната ивица е празна рамка, обхващаща чертожното поле, върху която да станат всички евентуални намачквания и повреди по ръбовете и краищата на листа, без да развалят самия чертеж. При форматите A0 и A1 граничната ивица трябва да бъде не по-малко от 20 mm, а при A2, A3 и A4 – не по-малко от 10 mm. В миналото лявата част на рамката се е била с 10 mm по-голяма, за да остане място за перфорация на листа, но в днешно време това не се използва, тъй като чертежите се поставят в найлонови пликове (джобове).
Чертежът може да бъде разположен по два начина – тип X и тип Y. При разположение тип X дългата страна на листа е хоризонтална, а при тип Y – дългата е вертикална. И в двата случая информационната табличка се поставя в долния десен ъгъл. Ако се наложи лист тип X да бъде използван за чертеж, който ще бъде по-добре разположен върху тип Y и табличката няма как да бъде преместена (например ако чертожният лист е шаблонно напечатан), той може да бъде завъртян така, че табличката да отиде в горния десен ъгъл.